# Erick Thohir

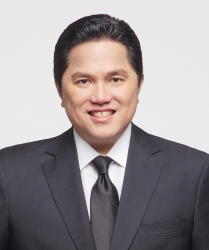
Erick Thohir (2019)

Erick Thohir (* 30. Mai 1970 in Jakarta) ist ein indonesischer Unternehmer und seit Oktober 2019 indonesischer Minister für staatseigene Unternehmen.

## Leben und Karriere
Thohir wurde als Sohn von Teddy Thohir geboren, Miteigentümer des Konglomerats Astra International, zusammen mit William Soeryadjaya. Sein Bruder Garibaldi Thohir ist Investmentbanker. Außerdem hat Thohir eine Schwester, Rika Thohir.
Schon als Kind hatte der junge Thohir Kontakt zum Familienunternehmen. Im Jahr 1993 erhielt er seinen Masterabschluss in den Vereinigten Staaten.
Nach seiner Rückkehr nach Indonesien gründete er zusammen mit Muhammad Lutfi, Wisnu Wardhana und R. Harry Zulnardy die Mahaka-Gruppe. Im Jahr 2001 kaufte die Mahaka-Gruppe die Zeitung Republika, die 2009 vor dem Bankrott stand. Wegen Thohirs Erfahrungen in der Kommunikationsbranche wurde er ausgewählt, die Geschäftsführung der Zeitung zu übernehmen. Er erhielt Unterstützung von seinem Vater und den Gründern der Zeitungen Kompas und Jawa Pos, Jakob Oetama und Dhalan Iskan.
Später erwarb die Mahaka-Gruppe die auf chinesische Zielgruppen ausgerichtete Zeitung Harian Sin Chew Indonesia, eine Lokalzeitung der Sin Chew Daily.
Einem Bericht der Zeitung Jakarta Globe aus dem Jahr 2009 zufolge besitzt Thorirs Medienholding mehrere Lifestyle-Magazine und Sportzeitschriften, darunter a +, Parents Indonesia und Golf Digest. Ferner besitzt sie die Zeitungen Harian Sin Chew Indonesia und Republika, den Fernsehsender JakTV, die Radiosender GEN 98,7 FM, Prambors FM, Delta FM sowie FeMale Radio und verschiedene Unterhaltungs- und Werbeseiten im Internet. 2011 erwarb er zusammen mit seinem Geschäftspartner Anindya Bakrie die indonesischen Fernsehsender tvOne und antv sowie die Nachrichtenseite Viva News.
Thohir ist auch Gründer zweier Wohltätigkeitsvereine, der bildungsfördernden Darma Bakti Mahaka Foundation und der Dompet Dhuafa Republika.
Thohir ist Miteigentümer der Philadelphia 76ers. Die Jakarta Post berichtete 2011, Thohir sei damit der erste Asiate, der ein NBA-Team anteilig besitze. Außerdem ist er Besitzer der indonesischen Basketballteams Satria Muda BritAma Jakarta und Indonesia Warriors und derzeit Präsident der Southeast Asia Basketball Association.
Im Jahr 2012 wurden Thohir und Jason Levien neue Besitzer des D.C. United, eines Major-League-Soccer-Clubs. Ab Oktober 2013 besaß die International Sports Capital, eine Investmentgruppe, die von Thohir angeführt wird, 70 % der Anteile am italienischen Fußballklub Inter Mailand. Thohir war von November 2013 bis Oktober 2018 Präsident von Inter Mailand.
Im Oktober 2019 wurde er zum indonesischen Minister für Staatsbetriebe ernannt.

## Privates
Thohir ist Vater von vier Kindern.